# Kaja Kallas
Kaja Kallas (ur. 18 czerwca 1977 w Tallinnie) – estońska polityczka i prawniczka, parlamentarzystka krajowa, posłanka do Parlamentu Europejskiego VIII kadencji (2014–2018), przewodnicząca Estońskiej Partii Reform (2018–2024), premier Estonii (2021–2024), wiceprzewodnicząca Komisji Europejskiej oraz wysoki przedstawiciel Unii do spraw zagranicznych i polityki bezpieczeństwa (od 2024).

## Życiorys
Córka Siima Kallasa. W 1995 zdała egzamin maturalny, w 1999 ukończyła studia prawnicze na Uniwersytecie w Tartu, odbyła też studia podyplomowe w Estonian Business School. Od 1996 pracowała zawodowo jako asystentka dyrektora teatru, później w zawodach prawniczych. Uzyskała uprawnienia adwokata, praktykując w kancelariach adwokackich. W 2010 wstąpiła do Estońskiej Partii Reform. W wyborach w 2011 z listy tego ugrupowania uzyskała mandat posłanki do Riigikogu XII kadencji. W wyborach europejskich w 2014 z ramienia liberałów została wybrana do Europarlamentu VIII kadencji.
W kwietniu 2018 została nową przewodniczącą swojego ugrupowania. We wrześniu 2018 zrezygnowała z mandatu eurodeputowanej. W wyborach w 2019 kierowana przez nią partia odniosła zwycięstwo, a Kaja Kallas ponownie uzyskała mandat posłanki do krajowego parlamentu. Jako liderka największej partii otrzymała misję utworzenia nowego rządu, nie uzyskała jednak poparcia większości deputowanych.
Prezydent Kersti Kaljulaid ponownie powierzyła jej misję stworzenia gabinetu w styczniu 2021, gdy Jüri Ratas podał się do dymisji z funkcji premiera. Kierowana przez nią formacja zawiązała koalicję z Estońską Partią Centrum. 25 stycznia 2021 Riigikogu większością 70 głosów zaaprobowało jej kandydaturę na premiera. Rząd Kai Kallas rozpoczął urzędowanie następnego dnia, gdy dokonano zaprzysiężenia jego członków.
W czerwcu 2022 na jej wniosek ministrowie z Estońskiej Partii Centrum zostali odwołani. Jej ugrupowanie doprowadziło następnie do zawiązania nowej koalicji z udziałem partii Isamaa i Partii Socjaldemokratycznej. W konsekwencji 14 lipca 2022 rząd podał się do dymisji, a tego samego dnia prezydent Alar Karis powierzył Kai Kallas misję sformowania nowego gabinetu. Następnego dnia parlament większością 52 głosów zatwierdził ją na urzędzie premiera. Nowy rząd rozpoczął funkcjonowanie 18 lipca 2022.
W 2023 odbyły się kolejne wybory, w których jej ugrupowanie zwiększyło swoje poparcie (otrzymując 31,2% głosów); Kaja Kallas ponownie została wybrana na deputowaną. Estońska Partia Reform zawarła tym razem koalicję z SDE i partią Estonia 200. 12 kwietnia 2023 Riigikogu zatwierdziło ją na funkcji premiera. Członkowie jej trzeciego gabinetu zostali zaprzysiężeni przez prezydenta 17 kwietnia tego samego roku.
W 2024 znalazła się na liście osób poszukiwanych w Rosji na podstawie przepisów karnych; polityk uznała, że jest to reakcja na wspieranie przez nią Ukrainy w czasie zapoczątkowanej w 2022 rosyjskiej inwazji. W czerwcu tego samego roku Rada Europejska uzgodniła jej nominację na stanowisko wysokiego przedstawiciela Unii do spraw zagranicznych i polityki bezpieczeństwa. W związku z tą decyzją 15 lipca 2024 złożyła dymisję kierowanego przez siebie rządu. Zakończyła urzędowanie 23 lipca tegoż roku, gdy został zaprzysiężony nowy gabinet kierowany przez Kristena Michala. Odeszła także z funkcji przewodniczącej partii. Kadencję w nowej KE kierowanej przez Ursulę von der Leyen rozpoczęła 1 grudnia 2024; objęła w niej również funkcję wiceprzewodniczącej.

## Odznaczenia
- Order Herbu Państwowego II klasy (2025)[26]
- Krzyż Zasługi I klasy MSZ (2024)[27]
- Krzyż Wielki Orderu Gwiazdy Rumunii (Rumunia, 2021)[28][29]
- Order Księcia Jarosława Mądrego II klasy (Ukraina, 2023)[29][30]
- Krzyż Wielki Orderu Gwiazdy Polarnej (Szwecja, 2023)[29]